# Nancy Ellis
Nancy Lorna Leebold (nascida Ellis), (2 de novembro de 1915 – 13 de julho de 1982) foi uma aviadora australiana e a primeira mulher piloto comercial na Austrália. Ela também foi a primeira mulher na Austrália a ser co-piloto de um avião comercial de transporte de passageiros, a voar como um primeiro oficial de um avião comercial, a adquirir uma licença de pilotagem comercial sem fios e a ser aprovada para pilotar uma aeronave pesada. Numa fase em sua carreira, ela foi também o único membro feminino do Instituto de Ciência Aeronáutica, em Nova York, e a única instrutora de voo do sexo feminino na Austrália.